# Двоична представка
Двоичните представки са специални представки за двоични числа (т.е. числа, представени в двоичната бройна система), които трябва да заменят често неправилно използваните в цифровата техника представки от системата SI за десетични числа.
Исторически погледнато, числата от двоичната система, близки до десетични числа, погрешно са получили десетични представки от системата SI, такива като кило-, мега-, гига-, тера-. Например, 1024 (в двоичната система – 10000000000) байта или бита били неправилно наречени, а и днес се наричат, „килобайт“ и „килобит“ съответно. Тази практика често може да предизвика сериозни обърквания. Отбележете, че колкото е по-голям порядъкът на числото, толкова процентната разлика между двоичната и десетичната стойност при една и съща представка нараства.
Също така означенията на представките към десетичните числа започнали да се използват към подобните двоични числа, с изключение на буквата K за представката кило-, която в SI се означава като „k“ (там означението K е запазено за единицата келвин).

## Стойност на двоичните представки
| Представка IEC | Представка IEC | Представяне | Представяне | Представяне               | Представяне  |
| Име            | Символ         | Основа 2    | Основа 1024 | Стойност                  | Основа 10    |
| -------------- | -------------- | ----------- | ----------- | ------------------------- | ------------ |
| киби           | Ki             | 210         | 10241       | 1024                      | = 1,024·103  |
| меби           | Mi             | 220         | 10242       | 1048576                   | ≈ 1,049·106  |
| гиби           | Gi             | 230         | 10243       | 1073741824                | ≈ 1,074·109  |
| теби           | Ti             | 240         | 10244       | 1099511627776             | ≈ 1,100·1012 |
| пеби           | Pi             | 250         | 10245       | 1125899906842624          | ≈ 1,126·1015 |
| ексби          | Ei             | 260         | 10246       | 1152921504606846976       | ≈ 1,153·1018 |
| себи           | Zi             | 270         | 10247       | 1180591620717411303424    | ≈ 1,181·1021 |
| йоби           | Yi             | 280         | 10248       | 1208925819614629174706176 | ≈ 1,209·1021 |

Пример: 512 MiB (мебибайта) = 512 · 220 байта = 536 870 912 байта ≈ 537 MB (мегабайта).
През 2022 г. Международното бюро за мерки и теглилки (BIPM) приема десетичните представки рона за 10009 и квета за 100010. По аналогия със съществуващите двоични представки в документ на Консултативния комитет за мерките (CCU) към Генералната конференция по мерки и теглилки се предлагат представките роби (Ri, 10249) и квеби (Qi, 102410) за техните двоични аналози, но към 2024 г. такива двоични представки не са приети.

## Сравнение на двоичните и десетичните представки
Относителната разлика между стойностите в двоична и десетична бройна система се увеличава, когато се използват представките на SI като база, от 2,4% за кило- до почти 27% за префикса квета-. Въпреки че представките рона и квета са дефинирани, към края на 2024 г. няма официално присвоени имена на съответните двоични представки.
| Представка | Представка | Двоична ÷ десетична | Двоична ÷ десетична | Десетична ÷ двоична | Десетична ÷ двоична |
| ---------- | ---------- | ------------------- | ------------------- | ------------------- | ------------------- |
| кило       | киби       | 1,024 (+2,4%)       |                     | 0,9766 (−2,3%)      |                     |
| мега       | меби       | 1,049 (+4,9%)       |                     | 0,9537 (−4,6%)      |                     |
| гига       | гиби       | 1,074 (+7,4%)       |                     | 0,9313 (−6,9%)      |                     |
| тера       | теби       | 1,100 (+10,0%)      |                     | 0,9095 (−9,1%)      |                     |
| пета       | пеби       | 1,126 (+12,6%)      |                     | 0,8882 (−11,2%)     |                     |
| екса       | ексби      | 1,153 (+15,3%)      |                     | 0.8674 (−13.3%)     |                     |
| сета       | себи       | 1,181 (+18,1%)      |                     | 0,8470 (−15,3%)     |                     |
| Йота       | йоби       | 1,209 (+20,9%)      |                     | 0,8272 (−17,3%)     |                     |
| рона       | —          | 1,238 (+23,8%)      |                     | 0,8078 (−19,2%)     |                     |
| квета      | —          | 1,268 (+26,8%)      |                     | 0,7889 (−21,1%)     |                     |

## Практически бележки
Неофициална, но широка практика е представките да се ползват една вместо друга. Така, може да се чуе за „файл от 40K“ (40 двоични килобайта) или за „интернет-връзка 2М“ (2 десетични мегабита за секунда). Как трябва да се използват единиците и дали множителите да са двоични или десетични зависи от това какво всъщност се измерва.
Някои единици винаги се използват в десетична версия, даже и когато са в „цифров“ контекст. Най-важни са херцът (Hz), използван за измерване на честотните свойства на електронните компоненти, и битове за секунда, bit/s (в английски също bits per second, bps), използвана за измерване на скоростта на обмен на информацията. Така един 1 GHz-ов процесор работи с тактова честота 1 000 000 000 импулса за секунда, една 128 kb/s MP3-връзка ползва 131 072 бита (16 KiB) за секунда, а една Интернет-връзка от 1 Mbit/s може да пренесе 1 048 576 бита (128 KiB) за една секунда.
Електронните памети, каквито са RAM и ROM, винаги използват двоичната версия, тъй като физическата структура на тези устройства ги прави естествено свързани със степените на две. Това е случаят, когато обемът на паметта се изразява в битове или байтове.
При твърдите дискове се използват десетичните представки. Така че, когато се говори за 30 GB твърд диск, това са 30 × 109 байта, приблизително равни на (двоични) 28 × 230 байта (т.е. 28 GiB). Това е разбираемо, тъй като нищо относно физическата структура на дисковото устройство не го прави естествено свързано със степените на две: броят на дисковете, пистите, секторите на всяка писта са непрекъснато променящи се. Днешните ползватели на персонални компютри разбира се разглеждат както RAM-овете, така и дисковете като памети и очакват техният обем да се измерва по еднакъв начин.
При флопидисковете объркването е още по-голямо. Един флопидиск от тип „1,44 MB“ не е нито 1,44 × 220 байта, нито 1,44 × 106 байта, а всъщност 1,44 × 1000 × 1024 байта (приблизително 1,406 двоични MB, или 1,475 десетични MB).
Обемът на компактдисковете (CD) винаги се дава в двоични единици. Един CD от тип „700 MB“ (или „80-минутен“) нормално има обем 700 MiB. Обаче капацитетът на DVD се дава в десетични единици. Един DVD от тип „4,7 GB“ има нормално капацитет 4,38 GiB.
Трябва да се отбележи, че всички споменати по-горе носители са с достъп до сектори, а не до отделни байтове. Секторите са винаги степени на две и могат да са в обхвата от 512 байта (при флопидисковете) до 2048 байта (при DVD). Това понякога води до объркване в практиката при някои специалисти, които се позовават на номиналния „мегабайт“, т.е. 2000 сектора по 512 байта всеки (210 × 103).
Десетичната версия се използва, когато става въпрос за широчината на лентата на шината (например „Ultra SCSI има широчина на лентата 40 мегабайта за секунда“). Интересното тук е, че това изразяване идва не от факта, че обемът на твърдите дискове е в десетичната версия, нито поради скоростта на обмен на информацията, а заради тактовата честота.